# Alfredo Stroessner
Alfredo Stroessner Matiauda (spansk udtale: [alˈfreðo strosˈner]; 3. november 1912 – 16. august 2006) var en paraguayansk militærofficer, som var præsident i Paraguay fra 1954 til 1989. Han blev præsident efter et militærkup i 1954. Hans 35-år-lange præsidentskab var det længste i moderne sydamerikansk historie. Stroessner er den 20-længst regerende ikke-kongelige nationalleder siden 1870.
I 1954 afsatte Stroessner Federico Chávez, og blev præsident efter et valg hvori han var den eneste kandidat. Stroessner var en stærk antikommunist, og blev af denne grund støttet af USA igennem størstedelen af sin magtperiode.
Stroessner lod Argentinas Juan Perón og Nicaraguas Anastasio Somoza Debayle søge tilflugt i Paraguay. Selv blev han afsat i 1989 i et militærkup anført af general Andrés Rodríguez og tvunget i eksil i Brasilien, hvor han levede de sidste 17 år af sit liv. Efter at være blevet ramt af lungebetændelse forsøgte han at vende tilbage til Paraguay for at kunne dø i sit hjemland, men hans anmodning blev afvist af den nye paraguayanske regering. Stroessner døde i Brasília 16. august 2006 af komplikationer efter en brokoperation.

## Tidlige liv
Stroessners forældre var Hugo Strößner, en tysk emigrant fra Hof i Bayern, som arbejdede som revisor for et bryggeri, og Heriberta Matiauda, der voksede op i en rig paraguayansk familie af Criollo-spansk afstamning. Stroessner blev født i Encarnación. Han meldte sig i Paraguays militær i 1929, da han kom på den nationale militærskole som 16-årig, og modtog sin kommission som løjtnant i 1931. Under Chacokrigen mod Bolivia (1932–1935) meldte han sig som artillerikadet og kæmpede i Slaget ved Boquerón. Efter krigen steg han hurtigt i rang, i 1940 var han blevet forfremmet til major, og i 1946 blev han medlem af generalstaben.
Da den Paraguayanske borgerkrig brød ud i 1947 kommanderede Stroessner en artilleridivision ved Paraguarí, der hjalp med at sikre at præsident Higinio Moríñigo vandt krigen ved at forblive loyal og ødelægge et arbejderklasse- og rebelsk område i Asunción. Præsident Morínigo fandt Stroessners militære evner meget brugbare, og forfremmede ham hurtigt. Som en af de få officerer som var forblevet loyale over for Morínigo blev Stroessner en formidabel politisk og social spiller, da han blev en del af de højere luftlag i de paraguayanske væbnede styrker. På kort tid blev han brigadegeneral og, i 1948, Sydamerikas yngste general. Hans præcise politiske fornemmelse fejlede ham kun en enkelt gang, da han i 1948 befandt sig på den forkerte side af et fejlslagent kupforsøg og blev nødt til at blive kørt til den brasilianske ambassade i bagagerummet på en bil - noget der gav ham øgenavnet "Oberst Bagagerum". Stroessner bakkede op om Felipe Molas López i et vellykket kup mod Juan Natalicio González. Han støttede efterfølgende Federico Chávez mod Lopez og var i 1951 blevet hærens stabschef.

## Præsidentskab
Stroessner modsatte sig præsident Federico Chávezs planer om at bevæbne det nationale politi, og afsatte ham efterfølgende ved et statskup 4. maj 1954. Efter et kort midlertidigt præsidentskab under Tomás Romero var Stroessner den eneste kandidat ved et særligt præsidentvalg 11. juli til at vælg hvem der skulle afslutte Chávezs embedsperiode. Han blev genvalgt syv gange — i 1958, 1963, 1968, 1973, 1978, 1983 og 1988. Ved valget i 1958 var han det eneste navn på stemmesedlen, mens han vandt de andre valg med utroværdigt høje margener; oppositionen opnåede sjældent mere end 20 % af stemmerne. Han var præsident i 35 år, og kun Fidel Castro har dermed haft et længere præsidentskab blandt det 20. århundredes latinamerikanske ledere.
Kort tid efter han blev svoret ind erklærede Stroessner belejringstilstand i Paraguay, hvilket lod ham suspendere borgerrettigheder og herske via dekreter. Denne belejringstilstand blev fornyet hver 90. dag frem til 1987. Selvom belejringstilstanden efter 1970 teknisk set var begrænset til hovedstaden, dømte domstolene at enhver der var anklaget for sikkerhedsmæssige lovovertrædelser kunne bringes til hovedstaden og dømmes under belejringstilstandens provisioner. Dette betød at Stroessner i praksis herskede under militær undtagelsestilstand igennem næsten hele sin embedsperiode. Som stærk antikommunist retfærdiggjorde han dette som værende et nødvendigt middel til at beskytte landet.
Paraguay havde tætte militære og økonomiske forbindelser til USA, og støttede den amerikanske invasion af den Dominikanske Republik. Stroessner-regimet tilbød sågar at sende tropper til Vietnamkrigen til at kæmpe side om side med de amerikanske styrker. Mellem 1962 og 1975 støttede USA Paraguays militærregering med $146 millioner, og paraguayanske officerer blev trænet ved den amerikanske hærs School of the Americas. Mellem 1962 og 1966 blev næsten 400 paraguayansk militærpersoner trænet af USA i Panamakanal-zonen og på amerikansk territorium. De stærke forbindelser mellem Paraguay og USA fortsatte frem til Carter-administrationen, som i stedet fokuserede på en udenrigspolitik med respekt for menneskerettighederne. Reagan-administrationen boykottede ligeledes landet.
Som leder af Coloradopartiet havde Stroessner næsten fuldstændig kontrol over nationens politiske scene. Partiet havde været det eneste lovlige parti siden 1947, men i 1962 blev oppositionspartier formelt set tilladt. De facto var Paraguay dog en etpartistat, da valgene var så stærkt manipulerede at oppositionen ikke havde nogen realistisk chance for at vinde, ligesom mange af oppositionens ledere blev udsat for forskellig grad af forfølgelse. Ydermere blev Stroessners Paraguay et yndet tilflugtssted for nazistiske krigsforbrydere, heriblandt Josef Mengele.
Mens Stroessners styre bragte en større stabilitet end landet havde set længe, havde dette store omkostninger. Korruption var udbredt, og på menneskerettighedsområdet var Paraguay et af de værste lande i Sydamerika. Under Stroessners styre vurderes det at mellem 3.000 og 4.000 mennesker blev myrdet, mens yderligere 400 til 500 "forsvandt," og tusinder andre blev fængslet og tortureret.
Pressefriheden var ligeledes begrænset, da ethvert forsøg på at kritisere regeringen eller Coloradopartiet resulterede i ødelæggelsen af medierne, ligesom de ansvarshavende redaktører kunne risikere fængsel eller tortur. På grund af dette havde Stroessner kun meget få politiske modstandere. De få som han tillod havde hovedsageligt til formål at være et symbol overfor resten af verden på at landet ikke var et fuldstændigt diktatur. Nær enden af sin embedsperiode havde Stroessner erklæret at han ville ophæve belejringstilstanden, omend han hurtigt trak denne erklæring tilbage efter studenter begyndte at protestere over billetpriserne på sporvogne.

## Økonomi
Stroessner indførte flere positive ændringer af den økonomiske politik, heriblandt etableringen af verdens største vandkraftværk i form af Itaipu-dæmningen, hvilket styrkede Paraguays økonomi: selvom Paraguay kun modtog 15 % af kontrakterne, var det en stor indvirkende faktor på at landet havde Latinamerikas højeste vækstrate i størstedelen af 1970'erne.
Stroessner dedikerede også store dele af det paraguayanske nationalbudget til militæret og politiet, der begge var centrale for regimets stabilitet. Ifølge en artikel i Time i 1963 brugte Stroessner i 1962 33 % af det årlige budget på militær og politi, 15 % på uddannelse og 2 % på offentlige arbejder. Der fandtes ingen indkomstskat, og offentligt forbrug var den mindste del af GBP i Latinamerika.

## Fald fra magten
I april 1987 ophævede Stroessner belejringstilstanden, som en del af forberedelsen til valg det følgende forår. Flere drakoniske sikkerhedslove forblev dog, hvilket betød at belejringstilstandens substans i det store og hele var uændret. Ligesom det havde været tilfældet i mere end tre årtier forinden, blev oppositionsledere igen arresteret vilkårligt, og møder og demonstrationer blev, ofte voldeligt, opløst. Stroessner blev igen nomineret af Coloradopartiet, og var den eneste kandidat som havde lov til at føre valgkamp uantastet. Under disse omstændigheder var valget i februar 1988 ikke anderledes end tidligere valg, og Stroessner fik officielt 89% af stemmerne — noget, som hans rivaler mente kun kunne være opnået gennem omfattende svindel.
3. februar 1989, kun seks måneder efter at være blevet svoret ind til sin ottende fulde valgperiode, blev Stroessner afsat i et blodigt coup d'état anført af general Andrés Rodríguez, som havde været hans nærmeste fortrolige i mere end tre årtier. En af begrundelserne for kuppet var at generalerne frygtede at et af Stroessners børn ville efterfølge ham på posten. Ud af de to var Alfredo (kaldet 'Freddie') narkoman afhængig af kokain og Gustavo, en pilot, var hadet for at være homoseksuel. Et udbredte rygte beskrev at general Lino Oviedo truede Rodríguez med en granat hvis han ikke igangsatte kuppet. De to generaler, Rodríguez og Oviedo, kæmpede en kort artilleriduel over Asunción.
Efter kuppet flygtede Stroessner til Brasilien, hvor han levede i eksil i de næste 17 år.
Den østlige by Puerto Flor de Lis, som havde været omdøbt til Puerto Presidente Stroessner til hans ære, blev i 1989 endnu engang omdøbt, denne gang til Ciudad del Este ("Østens by"). Asuncións lufthavn var ligeledes blevet opkaldt efter ham under hans regime, men blev senere omdøbt til Silvio Pettirossi International Airport.
Stroessner døde 16. august 2006 i Brasília, i en alder af 93. Den umiddelbare dødsårsag var et slagtilfælde. Han havde lidt af lungebetændelse efter en brokoperation. Den paraguyanske regering afviste på forhånd alle opfordringer til at ære den afdøde præsident i Paraguay. Han havde forsøgt at vende tilbage til Paraguay inden sin død, for at kunne dø i sit hjemland, men var blevet afvist af landets regering og truet med arrestation.

## Yderligere læsning
- Lewis, Paul H. (1980). Paraguay Under Stroessner. Chapel Hill: University of North Carolina Press. ISBN 0-8078-1437-7.
- Miranda, Carlos R. (1990). Stroessner Era: Authoritarian Rule in Paraguay. Boulder, Colorado: Westview Press. ISBN 0-8133-0995-6.
- CIA: Stroessner's Paraguay